# Chief revenue officer
Un chief revenue officer (CRO), ou responsable du chiffre d'affaires en pur français (terme très peu usité dans l'industrie), est une fonction rattachée à l'Équipe de direction, chargée des processus de génération de chiffre d'affaires au sein d'une entreprise (souvent B2B). Dans ce rôle, le CRO est responsable de l'amélioration de l'intégration et de l'alignement entre toutes les fonctions liées au chiffre d'affaires, principalement le marketing, les ventes, le support client, et le produit. Très répandue aux US, cette fonction est de plus en plus présente en France et dans le reste du monde. Les early adopteurs sont principalement les softwares Saas, mais pas que. En France, le principal collectif de CROs s'appelle "Mysquad" et regroupe un ensemble de méthodes et de bonnes pratiques sur ce métier qui n'est pas encore standardisé.

## Rôles et fonction
Pour faire simple, un CRO est chargé d'améliorer toute piste permettant de générer du chiffre d'affaires. Dans la plupart des entreprises, il agit de manière partagée ou non sur la stratégie digitale (marketing), les process de ventes, le produit (incluant la stratégie de pricing) et les retours clients. Ces différents leviers qui s'étendent à plusieurs équipes dans la plupart des entreprises, un de ses rôles principaux est de s'assurer de la stratégie globale de l'entreprise et de l'alignement des équipes afin de maximiser la production de revenus. Il doit partager les meilleures pratiques, se montrer innovant et bien analyser d'où peuvent provenir les dysfonctionnements.
Quand l'entreprise est assez mature, il est à la tête de sa propre équipe : l'équipe Revops. Une grande partie du travail de l'équipe Revops passe par l'analyse de données qui donnent les meilleurs insights pour améliorer les flux de revenus d'une entreprise. L'équipe Revops a de plus en plus une coloration tech, notamment car ils doivent aligner / relier les outils du marketing, le CRM, l'ERP et celui de ticketing avec des notions très techniques.
Son devoir d'analyse pour mieux comprendre l'entreprise en fait un profil très à part qui nécessite plusieurs cordes à son arc.
Comme pour tout autre dirigeant d'entreprise, les performances d'un CRO doivent être évaluées afin de garantir un rendement maximal à l'entreprise et à ses actionnaires. Les mesures de performance se concentrent principalement sur les domaines suivants :
- Ventes: Les stratégies et les tactiques de vente doivent viser à vendre chaque produit au segment le plus intéressant, dans le but de générer le plus de revenus possible. les axes principaux sont souvent l'up et le cross sell via de la segmentation client, ainsi que les process de ventes ou de traitements de leads.
- Produit: Le ou les produit(s) doivent être challengés afin de bien correspondre à l'attente des clients, que ce soit un produit principale ou un sous produit destiné à une micro niche.
- Le prix des produits: Les prix de chaque produit doivent correspondre à la valeur perçue du produit par chaque marché et garantir que la disponibilité du produit pour les marchés qui génèrent le meilleur rendement[2].
- Marketing: Les dépenses liées aux activités de marketing et de publicité doivent générer des revenus et être analysées et affinées pour isoler les activités qui génèrent le meilleur retour sur investissement. Un alignement avec les process de l'équipe de ventes est nécessaire.
- Distribution: Tous les canaux possibles doivent être évalués afin d'identifier ceux qui offrent les moyens de distribution les plus efficaces et les plus rentables.
- Satisfaction client: Les processus de communication de l'entreprise doivent maintenir une boucle de rétroaction complète avec le client afin de garantir sa satisfaction[2].

## Profil du chief revenue officer
Il existe quelques attributs personnels et professionnels clés qui définissent un Chief Revenue Officer efficace :
- Orienté résultats: Un CRO adopte une perspective intégrée à long terme tout en s'efforçant de générer des revenus trimestriels - il s'engage à obtenir des résultats à court terme, prévoit les revenus futurs et assume la responsabilité du succès à court terme et de la stratégie à plus long terme[4].
- Innovateur marché: Un CRO travaille en étroite collaboration avec l'équipe de direction et d'autres personnes pour élaborer et communiquer la vision de l'entreprise, puis transformer cette vision en une stratégie à long terme pour créer de nouveaux marchés et de nouvelles opportunités.
- Un bon communicant: Un CRO doit être capable de voir et de communiquer clairement la vision de l'entreprise et la stratégie de revenus à toutes les fonctions concernées et de s'assurer que les bons objectifs sont définis et atteints.
- Un sens aigu des affaires: En tant que chef d'entreprise avant tout, un CRO doit régulièrement mesurer et analyser la productivité et l'efficacité, élaborer des feuilles de route stratégiques pour les produits, créer un positionnement sur le marché et des avantages concurrentiels, et déterminer les compromis budgétaires dans le but d'améliorer continuellement et de développer des résultats durables.
- Data-driven / metrics-driven: Un bon CRO doit avoir un esprit analytique et être en mesure de croiser les données provenant de fonctions très différentes afin d'en tirer les meilleurs conclusions.
- Arbitre avisé: Les meilleurs CRO comprennent et acceptent les différences entre le marketing et les ventes, tout en établissant des processus pour assurer leur coordination sur l'ensemble du cycle des revenus afin de garantir la meilleure croissance possible des revenus.

Il n'existe pas encore de formation scolaire formant à ce métier. Après plusieurs interviews, il s'avère que les meilleurs CROs sont d'anciens CEO qui ont déjà eu à traiter toutes ces problématiques très variées, avec un coloration data/tech pour arriver à leur fin selon une stratégie data driven.